# My Husband in Law
My Husband in Law (em tailandês:  อกเกือบหักแอบรักคุณสามี) é uma telenovela tailandesa exibida pelo Channel 3 de 21 de abril a 9 de junho de 2020, estrelada por Prin Suparat e Nittha Jirayungyurn.

## Elenco

### Elenco principal
- Prin Suparat como Thianwat / "Thian"
- Nittha Jirayungyurn como Natarin / "Muey"

### Elenco de apoio
- Koy Rachwin Wongviriya como Yada
- Nut Devahastin como Pondech
- Duangta Toongkamanee como a mãe de Thian
- Pear Pitchapa Phanthumchinda como Kawfang
- Jieb Lalana Kongtoranin como Kang
- Yong Armchair como Pariwat
- Freud Chatphong Natthaphong como Beer
- Saimai Maneerat Sricharoon como Mon
- Ohm Kanin Stanley como Kob
- Witsarut Himmarat como Nut
- Bo Thanakorn Chinakul como Toon

### Outros
- Muay Angsana Buranon
- Paweenut Pangnakorn
- Mick Boromwuti Hiranyatithi
- Bow Benjawan Artner

## Recepção
Na tabela abaixo, os números azuis representam as audiências mais baixas e os números vermelhos representam as audiências mais elevadas.
| Ep.   | Original broadcast date | Average audience share | Average audience share |
| Ep.   | Original broadcast date | Em todo o país         | Banguecoque            |
| ----- | ----------------------- | ---------------------- | ---------------------- |
| 1     | 21 de abril de 2020     | 2.895%                 | 4.430%                 |
| 2     | 27 de abril de 2020     | 3.273%                 | 5.284%                 |
| 3     | 28 de abril d 2020      | 3.808%                 | 5.488%                 |
| 4     | 4 de maio de 2020       | 3.965%                 | 5.723%                 |
| 5     | 5 de maio de 2020       | 4.035%                 | —                      |
| 6     | 11 de maio de 2020      | 4.260%                 | 6.780%                 |
| 7     | 12 de maio de 2020      | 4.480%                 | —                      |
| 8     | 18 de maio de 2020      | 4.227%                 | 7.047%                 |
| 9     | 19 de maio de 2020      | 4.491%                 | 7.436%                 |
| 10    | 25 de maio de 2020      | 4.306%                 | 7.531%                 |
| 11    | 26 de maio de 2020      | 4.260%                 | 6.374%                 |
| 12    | 1 de junho de 2020      | 4.510%                 | 6.818%                 |
| 13    | 2 de junho de 2020      | 4.942%                 | 7.377%                 |
| 14    | 8 de junho de 2020      | 5.089%                 | 8.127%                 |
| 15    | 9 de junho de 2020      | 5.649%                 | 9.092%                 |
| Média | Média                   | 4.279%                 | —                      |